# The Girl on the Pier
The Girl on the Pier é um filme policial britânico de 1953, produzido por John Temple-Smith, dirigido por Lance Comfort e estrelado por Veronica Hurst, Ron Randell, Brian Roper, Campbell Singer e Anthony Valentine.

## Enredo

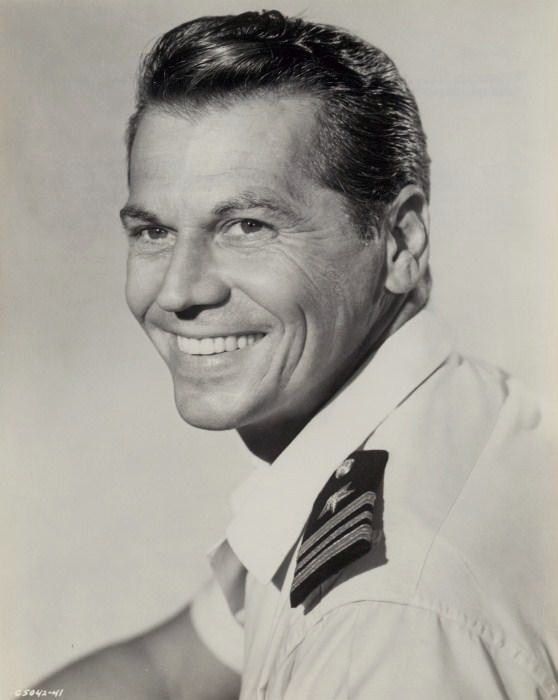
Ron Randell

A história da rivalidade entre um crooner de Brighton que cumpriu pena por roubo e seu parceiro no crime, um proprietário de figuras de cera que agora está sendo chantageado por uma parte do butim.